# Paul Bachmann

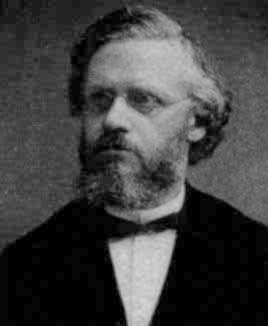
Paul Bachmann

Paul Gustav Heinrich Bachmann (Berlijn, 22 juni 1837 - Weimar, 31 maart 1920) was een Duitse wiskundige, die vooral bekendstaat om zijn handboeken over de getaltheorie.

## Leven
Bachmann was de zoon van een protestantse dominee, en toonde in zijn jeugd aanleg voor muziek. Hij studeerde wiskunde aan de Humboldtuniversiteit in Berlijn en promoveerde daar in 1862 bij Ernst Kummer op een proefschrift op het gebied van groepentheorie. Tussendoor had hij vanaf 1856 ook in Göttingen gestudeerd bij Dirichlet, die kort daarvoor vanuit Berlijn daarheen was gegaan, en was daar bevriend geraakt met Richard Dedekind. Na zijn promotie ging hij naar de Universiteit van Breslau, waar hij in 1864 met een getaltheoretisch werk over complexe eenheden habiliteerde en in 1867 buitengewoon hoogleraar werd. In 1875 werd hij benoemd tot hoogleraar aan de Koninklijke theologische en filosofische Academie in Münster. In 1890 gaf hij deze leerstoel op na de scheiding van zijn vrouw, en verhuisde met zijn tweede vrouw naar Weimar om zich als pianist en criticus te wijden aan muziek. Daar schreef hij ook zijn beroemde boeken over getaltheorie, die in vijf delen in de periode 1892-1923 (en 1872) verschenen. Bachmann schreef ook het biografische gedeelte over Carl Friedrich Gauss als getaltheoreticus in diens verzameld werk.
Een kleinzoon van Paul Bachmann, Friedrich Bachmann, werkte vanaf 1949 als hoogleraar wiskunde aan de Christian Albrechts-Universiteit van Kiel.

## Werk
- Elemente der Zahlentheorie 1892
- Arithmetik der quadratischen Formen, 1898
- Die Lehre von der Kreistheilung und ihrer Beziehungen zur Zahlentheorie, 1872 (online)
- Allgemeine Arithmetik der Zahlenkörper 1923
- Analytische Zahlentheorie, 1894, (in dieser Arbeit wurden erstmals die später Landau-Symbole genannte Notation verwendet).
- Niedere Zahlentheorie, 2 Bde. 1902, 1910
- Das Fermat-Problem in seiner bisherigen Entwicklung, 1919

Een volledige lijst van publicaties en het overlijdensbericht:
- Kurt Hensel, Paul Bachmann und sein Lebenswerk, Jahresbericht der Deutschen Mathematiker Vereinigung, Band 36, 1927, S. 31–73 (online)

## Links
Gedigitaliseerde werken
- Bachmann Niedere Zahlentheorie, Enzykl.Mathem.Wiss. 1900
- Bachmann Analytische Zahlentheorie, Enzykl.Mathem. Wiss.
- Seine Elemente der Zahlentheorie (1892), Arithmetik der quadratischen Formen (1925) und Analytische Zahlentheorie (1894) (Online)
- Sein fünfbändiges Werk über Zahlentheorie (Online)
- Autoren-Profil in de database zbMATH